# Satyrus altaicus
Satyrus altaicus är en fjärilsart som beskrevs av Holik 1956. Satyrus altaicus ingår i släktet Satyrus och familjen praktfjärilar. Inga underarter finns listade.